# Paul Bogle
Paul Bogle (mort el 24 d'octubre de 1865) fou un diaca baptista afrojamaicà que és considerat un Heroi Nacional de Jamaica. Ell fou un líder de la Rebel·lió de Morant Bay que es va fer per demanar la millora de la qualitat de vida dels afrojamaicans. Bogle fou capturat i executat el 24 d'octubre de 1865 per les autoritats colonials britàniques.
Bogle havia esdevingut amic i seguidor del polític i propietari, el baptista George William Gordon que va havia promogut a Bogle fins a diaca de l'església de Stony Gut Baptist el 1864. L'agost de 1865 Gordon va atacar el governador britànic, Edward John Eyre perquè deia que aquest menyspreava i discriminava els afroamericans. Com que van créixer la consciència sobre les injustícies socials i les queixes de la gent, va portar a un grup de petits agricultors a 45 milles de Spanish Town, a on volien que els rebés el governador, però Eyre els va negar una audiència. Això va fer que els habitants del poble de Stony Gut perdessin la confiança en el govern i va fer que molts passessin a ser partidaris de Bogle.

## Rebel·lió de Morant Bay
El 7 d'octubre es van sembrar les llavors de la Revolta de Morant Bay; aquest dia, Bogle i els seus seguidors van assistir a un judici contra dos hoes de Stony Gut. Un home negre va ser portat a judici i empresonat només per a entrar sense autorització a una plantació abandonada des de feia molt de temps. Un membre del grup de Bogle va protestar al tribunal al·legant que era una detenció injusta però fou detingut a l'instant. En aquells moments els assistents al judici es van enfurismar. Després que Bogle i els seus seguidors havien sortit a la plaça del mercat, van anar a rescatar el seu company i van prendre represàlies contra els guàrdies que ser colpejats i forçats a retirar-se.
El dilluns 9 d'octubre es van emetre ordres de busca contra Bogle i els seus aliats per motí i assalt. La policia va arribar a Stony Gut per aturar a Bogle però es va trobar amb una resistència dura per part dels seus conciutadans que van lluitar contra la policia que es va haver de retirar. L'11 d'octubre Bogle es va reunir amb els seus seguidors davant el Palau de Justícia. A allà,una mineria va atacar a la milícia amb pals i matxets i aquesta va respondre obrint foc contra la multitud i matant a set persones. Per això, la multitud, va respondre incendiant el Palau de Justícia i els edificis propers i van assassinar els funcionaris que fugien de les flames.
Ràpidament, el govern va prendre mesures i va fer represàlies. Les tropes governamentals van destruir Stony Gut i la capella de Bogle. Van detenir a Gordon i el van portar fins a Morant Bay a on va ser jutjat per conspiració i penjat el 23 d'octubre. Bogle també fou capturat i portat a Morant Bay a on li van fer un judici i el van condemnar a mort l'endemà. En total, 400 afrojamaicans foren assassinats i molts més van ser assotats.
Quan Eyre va tornar a Anglaterra hi va haver una gran controvèrsia política sobre la seva actuació en l'afer. El 1866 John Stuart Mill va crear i residir el Comitè de Jamaica encarregat a examinar les atrocitats comeses per autoritats jamaicanes.
La rebel·lió de Morant Bay va contribuir molt per a definir la lluita de Jamaica i per a promoure el seu desenvolupament polític i econòmic. Així, es pot considerar que Bogle va aconseguir els seus objectius i va poder aplanar el camí per a noves actituds envers els afrojamaicans.

## Llegat
- El 1969 Paul Bogle va ser declarat Heroi Nacional juntament amb George William Gordon, Marcus Garvey, Sir Alexander Bustamante i Norman Washington Manley.
- A les monedes de 10 cèntims i de 5 dòlars jamaicans hi ha la cara de Bogle. També hi sou en els bitllets de dos dòlars fets entre 1969 i 1989, quan aquest fou eliminat.[2]

- La Paul Bogle High School està a la parròquia a on va néixer Bogle.

- Paul Bogle és referenciat en el nom de l'editorial de Londres, Bogle-L'Ouverture.[2]